# Primo Zanotta
Primo Zanotta foi um futebolista ítalo-brasileiro que atuava na posição de goleiro. Ele nasceu na Itália e se naturalizou brasileiro. É considerado o primeiro grande goleiro da história do Palestra Itália. Atuou pela equipe 185 vezes entre 1918 e 1927, tendo sido o primeiro arqueiro a atingir a marca de 100 jogos com o manto alviverde. Ainda teve a honra de ser o titular no primeiro jogo internacional da história palmeirense, a vitória por 4 a 1 contra a Seleção Paraguaia, vice-campeã sul-americana à época. Seu amor pelo clube era tão grande que não atuou por mais nenhuma agremiação.

## Títulos
Palestra Itália
- Campeonato Paulista: 1920, 1926, 1926 (edição extra) e 1927
- Taça dos Campeões Estaduais Rio-São Paulo: 1926
- Taça Competência: 1920 e 1926

Seleção Brasileira
- Campeonato Sul-Americano: 1919

Seleção Paulista
- Campeonato Brasileiro de Seleções Estaduais: 1922